# 1. FC Nuremberg
Maillots
Actualités
Le 1. FC Nuremberg (1. FC Nürnberg en allemand) est un club de football allemand, fondé le 4 mai 1900 et basé à Nuremberg en Bavière. Le club évolue en 2.Bundesliga depuis 2019.
Le club réalise ses meilleures performances dans les années 1920, remportant cinq de ses neuf titres de champions d'Allemagne sur cette période, s'imposant ainsi comme un Traditionsverein. Depuis son dernier titre en 1968, le FC Nuremberg n'a cependant plus remporté aucun titre majeur, à l'exception d'une DFB-Pokal en 2007, son quatrième trophée dans la compétition. Entre la fin du XXe et le début du XXIe siècle, le club oscille régulièrement entre la Bundesliga et la 2. Bundesliga, accrochant notamment quatre titres de champion de 2. Bundesliga, record de la compétition.
Grâce à ses bons résultats entre 1947 et 1963 qui en font le meilleur club du Süddeutscher Fußball-Verband, le 1. FC Nuremberg est désigné par la DFB comme membre fondateur de la Bundesliga, lors de sa création en 1963.

## Repères historiques
- 1900 : fondation du club
- 1961 : 1re participation à une Coupe d'Europe (C1, saison 1961/1962)

## Histoire

### L'ascension de "Der Club"
Le 1. FC Nuremberg est fondé le 4 mai 1900 par un groupe de 18 jeunes hommes qui s'étaient rassemblés au pub local Burenhütte pour réunir une équipe engagée à jouer au football plutôt qu'au rugby, l'un des autres nouveaux sport "anglais" devenant populaire à l'époque. En 1909, l'équipe joue assez bien pour prétendre au titre de champion d'Allemagne du Sud. Après la Première Guerre mondiale, Nuremberg transforme progressivement son succès en domination du football national. Entre juillet 1918 et février 1922, l'équipe reste invaincue lors de 104 matches officiels. Dès 1919, on les appelle simplement "Der Club" en reconnaissance de leur talent et de leur style sur le terrain et en dehors, et ils deviennent l'une des équipes les plus reconnues et les plus populaires du pays.
Nuremberg affronte SpVgg Fürth lors du premier championnat national qui se déroule après la fin de la Première Guerre mondiale, battant les champions en titre 2-0. Ce serait le premier de cinq titres que le Der Club remporterait sur une période de huit ans.
La finale de 1922 est contestée par Nuremberg et le Hamburger SV mais n'est jamais parvenue à une conclusion sur le terrain. Le match est annulé après trois heures et dix minutes de jeu, tirées au sort à 2-2. Dans une époque qui ne permettait pas les remplacements, ce match a été annoncé à 1-1 lorsque Nuremberg a été réduit à seulement sept joueurs et que l'arbitre a décidé à tort que le club ne pouvait pas continuer. Il s'est ensuivi des querelles considérables au sujet de la décision. La fédération allemande de football (DFB) a attribué la victoire au Hamburger SV à condition qu'ils renoncent au titre au nom du « bon esprit sportif » - ce que l'équipe a fait à contrecœur. En fin de compte, le trophée Viktoria n'a pas été officiellement remis cette année-là.

### Après les années de gloire
La domination du FCN commence déjà à s'estomper lorsqu'ils remportent leur dernier trophée en 1927, alors que le jeu commence à évoluer vers une compétition plus rapide qui ne convient pas à leur approche plus lente et plus délibérée. Tandis qu'ils continuent à aligner des équipes fortes, d'autres clubs se hissent au premier rang du football allemand. En 1934, ils s'inclinent en finale face à Schalke 04, un club qui deviendra l'équipe la plus forte de l'ère du football sous le Troisième Reich. Nuremberg remportera les titres nationaux juste avant et après la Seconde Guerre mondiale en 1936 et 1948 lors de la première finale nationale de l'après-guerre, ainsi que le Tschammerpokal, le précurseur du DFB-Pokal d'aujourd'hui, en 1935 et 1939.

### Dans l'ère moderne
L'après-guerre commence avec l'intégration du club dans l'Oberliga Süd, l'une des cinq meilleures divisions de l'Allemagne de l'Ouest de l'époque. Nuremberg réussit à remporter cette ligue à six reprises jusqu'en 1963, remportant le championnat national en 1948. En 1961, le FCN remporte son huitième titre national et perd la finale de l'année suivante. Une consolation dans l'équipe qui s'est emparée de son deuxième DFB-Pokal en 1962. Grâce à la force de son jeu, le club fait le choix évident d'être parmi les 16 équipes sélectionnées pour participer à la Bundesliga, la nouvelle ligue de football professionnel allemande, créée en 1963. Le « Der Club » joue en milieu de tableau pendant les premières années de la Bundesliga jusqu'en 1968, date à laquelle il se hisse en tête du classement à partir de la cinquième journée jusqu'à la fin de la saison, en route vers son premier titre de Bundesliga. Il devient le premier club à être relégué de la Bundesliga en tant que champion en titre.
Il faudra neuf ans au club pour récupérer et revenir d'un exil en deuxième division, d'abord en Regionalliga Süd, puis en 2. Bundesliga Süd. Le FCN retourne en Bundesliga pour un an en 1978, mais termine 17e et est à nouveau relégué. Ils font l'ascenseur pendant des années. Le meilleur résultat récent de l'équipe est une cinquième place en 1988.
Le début des années 1980 a également vu naître une amitié intense et de longue date entre les fans de Nuremberg et ceux de l'ancien rival Schalke 04. Les supporters s'accompagnent mutuellement lors de leurs matchs à l'extérieur, et les deux matchs de saison entre les équipes sont généralement très décontractés et hospitaliers pour tous les supporters concernés.
Au milieu des années 1990, Nuremberg a des problèmes financiers qui ont conduit à leur pénalité de six points lors de la saison 1995-96 alors qu'ils jouent en 2. Bundesliga. En conséquence, le club est relégué en troisième division. Grâce à l'amélioration de la gestion, le club finit par revenir en première division.
En 1999, cependant, le FCN subit ce qui est sans doute le pire effondrement de l'histoire de la Bundesliga. À l'approche du dernier match de la saison, le club occupe la 12e place, avec trois points et cinq buts d'avance sur l'Eintracht Francfort, qui occupe la 16e place et se dirige vers la relégation. Nuremberg clôturait la saison avec ce qui semblait être un match à domicile facile contre le SC Fribourg, qui était également confronté à la relégation. Francfort se mesure au 1. FC Kaiserslautern, les champions de la saison dernière qui se battaient pour une place en Ligue des champions de l'UEFA. C'est pourquoi le FCN commence déjà à solliciter des abonnements pour la prochaine saison de Bundesliga dans une lettre adressée aux détenteurs d'abonnements de saison en cours afin d'éviter avec succès la relégation.
Le décor était prêt pour un résultat improbable. Nuremberg perd 1-2 et Frank Baumann manque une occasion de marquer à la dernière minute. Tous les autres rivaux du FCN ont gagné, y compris Francfort, qui a mené Kaiserslautern 5-1 avec trois buts en retard - ce qui leur permet de passer devant à la différence de buts et d'envoyer le FCN à la 16e place et est dobc relégué. Le FCN n'est pas relégué parce qu'ils ont moins de points que Francfort, ni en raison d'une différence de buts plus faible, mais à cause de moins de buts marqués.
Le FCN rebondit et joue en Bundesliga, mais continue à flirter avec la relégation d'une saison à l'autre. Cependant, il arrive confortablement à éviter la relégation au cours de la saison 2005-06, terminant huitième de la Bundesliga. Après plusieurs années de consolidation, Nuremberg semble être de retour en Bundesliga. Le travail professionnel et parfois même spectaculaire du manager Martin Bader jusqu'au printemps 2007 (la signature de l'ancien capitaine de l'Ajax et de l'international tchèque Tomáš Galásek, par exemple, a été accueillie avec enthousiasme), ainsi que la compréhension tactique moderne du football de l'entraîneur-chef Hans Meyer, a aidé Nuremberg à développer son jeu le plus réussi depuis près de 40 ans. En mai 2007, jouer la Coupe de l'UEFA est assuré et après le triomphe sur l'Eintracht Frankfurt au DFB-Pokal, le Club participe à la finale de ce tournoi pour la première fois depuis 1982. Le 26 mai, le Club a remporté la finale contre le VfB Stuttgart en prolongation 3-2, remportant à nouveau la DFB-Pokal, 45 ans après la dernière victoire.
Lors de la première partie de saison de 2007-08, l'équipe ne réussit pas à convaincre en Bundesliga. Comme l'équipe termine deuxième du groupe A de la Coupe UEFA en 2007-08 devant le futur champion, le Zénit Saint-Pétersbourg, l'entraîneur-chef Hans Meyer est autorisé à restructurer l'équipe lors du mercato hivernal, par exemple en achetant l'attaquant international tchèque Jan Koller de L'AS Monaco.
En conséquence de l'absence d'amélioration, Meyer est remplacé par Thomas von Heesen après deux manches au deuxième tour. Ce dernier n'a pas fait beaucoup mieux, et donc le FCN est relégué après avoir terminé 16e et après avoir perdu un match à domicile 2:0 contre Schalke 04 lors de la dernière journée de championnat. Après ne pas avoir répondu aux attentes de dominer la 2. Bundesliga, Von Heesen démissionne en août et est remplacé par son entraîneur adjoint, Michael Oenning. Après un départ lent, Oenning est en mesure de guider Nuremberg vers une troisième place et une finale contre Energie Cottbus, 16e. Nuremberg remporte les séries éliminatoires 5-0 sur l'ensemble des deux matches, rejoignant ainsi la Bundesliga. Le club a toutefois été rétrogradé après la saison 2013-14, terminant 17e avec une défaite finale contre Schalke 04. Le club termine troisième lors de la saison 2015-16 et s'est qualifié pour les play-offs de promotion en Bundesliga, mais perd contre l'Eintracht Francfort et doit donc rester en 2. Bundesliga pour 2016-17.

## Palmarès et résultats

### Titres et distinctions
| Compétitions nationales |
| --- |
| - Championnat d'Allemagne (9) - Champion : 1920, 1921, 1924, 1925, 1927, 1936, 1948, 1961, 1968 - Vice-champion : 1934, 1937, 1962 - DFB-Pokal (4) - Vainqueur : 1935, 1939, 1962, 2007 - Finaliste : 1940, 1982 - 2. Bundesliga (4)* - Champion : 1980, 1985, 2001, 2004 - Vice-champion : 1976, 1978, 2018 - Championnat de football de zone d'occupation en Allemagne (2) - Champion : 1947, 1948 |

(*)Record

## Personnalités du club

### Effectif professionnel actuel

#### Joueurs prêtés
Le tableau suivant liste les joueurs en prêts pour la saison 2022-2023.
| Joueurs prêtés |    |                        |                |                     |                   |              |  |  |
| \| N° \| P. \| Nat. \| Nom \| Date de naissance \| Sélection \| Club en prêt \| \| \| \| 29 \| D \| \| Tim Handwerker \| 19/05/1998 (27 ans) \| Allemagne espoirs \| FC Utrecht \| \| \| |    |                        |                |                     |                   |              |  |  |
| N° | P. | Nat.                   | Nom            | Date de naissance   | Sélection         | Club en prêt |  |  |
| 29 | D  | Drapeau de l'Allemagne | Tim Handwerker | 19/05/1998 (27 ans) | Allemagne espoirs | FC Utrecht   |  |  |

| N° | P. | Nat.                   | Nom            | Date de naissance   | Sélection         | Club en prêt |  |  |
| 29 | D  | Drapeau de l'Allemagne | Tim Handwerker | 19/05/1998 (27 ans) | Allemagne espoirs | FC Utrecht   |  |  |

### Entraîneurs
Les entraîneurs du club sont :
- Spiksley (1913-14)
- Kürschner (1921-22)
- Spiksley (1927)
- Michalke (1927-28)
- Konrád (1930-32)
- Schaffer (1932-35)
- Michalke (1935-36)
- Orth (1936-39)
- Riemke (1939-41)
- Schmidt (1941-45)
- Michalke (1946-47)
- Schmitt (1947-49)
- Schmidt (1950-52)
- Riemke (1952-54)
- Binder (1955-60)
- Widmayer (1960-63)
- Csaknády (1963-65)
- Baumann (1964-65)
- Csaknády (1965-66)
- Vincze (1966-67)
- Merkel (1967-69)
- Klötzer (1969-70)
- Thomas (1970-71)
- Čajkovski (1971-73)
- Tilkowski (1973-76)
- Buhtz (1976-78)
- Kern (1978-79)
- Gebhardt (1979)
- Vliers (1979)
- Gebhardt (1979-80)
- Klug (1981-83)
- Kröner (1983)
- Höher (1984-88)
- Gerland (1988-90)
- Haan (1990-91)
- Entenmann (1991-93)
- Renner (1993-94)
- Zobel (1994)
- Sebert (1994-95)
- Gerland (1995-96)
- Entenmann (1996-97)
- Magath (1997-98)
- Reimann (1998)
- Rausch (1998-2000)
- Augenthaler (2000-03)
- Wolf (2003-05)
- Meyer (2005-08)
- von Heesen (2008)
- Oenning (2008-2009)
- Hecking (2009-2012)
- Wiesinger (2012-2013)
- Verbeek (2013-2014)
- Prinzen (2014-2014)
- Ismaël (2014-2014)
- Weiler (2014-2016)
- Schwartz (2016-2017)
- Köllner (2017-2019)
- Canadi (jui.2019-nov.2019)
- Keller (nov.2019-jui.2020)
- Wiesinger (intérim) (jui.2020-août 2020)
- Klauß (août 2020-octobre 2022)
- Weinzierl (octobre 2022-février 2023)
- Hecking (intérim) (février 2023-jui.2023)
- Fiél (jui.2023-juin 2024)
- Miroslav Klose (depuis juin 2024)

### Joueurs emblématiques
- Jacques Abardonado
- Rüdiger Abramczik
- Nicky Adler
- Anton Allemann
- Josip Drmić
- Jørn Andersen
- Ivica Banović
- Frank Baumann
- Michael Beauchamp
- Erich Beer
- Leon Benko
- Horst Blankenburg
- Jaromír Blažek
- Isaac Boakye
- Jörg Böhme
- Bartosz Bosacki
- René Botteron
- Breno
- Manfred Burgsmüller
- Cacau
- Željko Čajkovski
- Mario Cantaluppi
- Adel Chedli
- Eric Maxim Choupo-Moting
- Hans Dorfner
- Dieter Eckstein
- Norbert Eder
- Marco Engelhardt
- Wolfgang Frank
- Tomáš Galásek
- Heiko Gerber
- Louis Gomis
- Vratislav Greško
- Arnar Gunnlaugsson
- Daniel Gygax
- Albert Bunjaku
- Tomasz Hajto
- Johnny Hansen
- Roberto Hilbert
- Bernd Hobsch
- Uli Hoeness
- Udo Horsmann
- Lars Jacobsen
- David Jarolím
- Darius Kampa
- Rudi Kargus
- Joshua Kennedy
- Stefan Kießling
- Daniel Klewer
- Peer Kluge
- Jan Koller
- Andreas Köpke
- Robert Kovač
- Jan Kristiansen
- Jacek Krzynowek
- Luboš Kubík
- Samuel Kuffour
- Pavel Kuka
- Mariusz Kukiełka
- Pekka Lagerblom
- Ersen Martin
- Ioannis Masmanidis
- Helmut Metzler
- Zvjezdan Misimović
- Jawhar Mnari
- Joe-Max Moore
- Max Morlock
- Marek Nikl
- Håvard Nordtveit
- Franz Oberacher
- Andreas Ottl
- Stephan Paßlack
- Dušan Petković
- Jan Polak
- Knut Reinhardt
- Stefan Reuter
- Paulo Rink
- Marcel Risse
- Ivan Saenko
- Souleymane Sané
- Alfred Schaffer
- Manfred Schwabl
- Gerald Sibon
- Niklas Skoog
- Samuel Slovák
- Matthew Špiranović
- Stoycho Stoilov
- Heinz Strehl
- Gerhard Strick
- Alain Sutter
- Mehdi Taouil
- Mickaël Tavares
- Philipp Tschauner
- Róbert Vittek
- Javier Pinola
- Martin Wagner
- Rolf Wüthrich